# Bundesgesetz betreffend den Schutz des Zeichens und des Namens des Roten Kreuzes

Die Verwendung der Zeichen des Roten Kreuzes ist in der Schweiz eng geregelt.

Das Bundesgesetz betreffend den Schutz des Zeichens und des Namens des Roten Kreuzes ist ein Bundesgesetz (SR-Nummer 232.22) der schweizerischen Bundesversammlung, das die Verwendung der Zeichen der Internationalen Rotkreuz- und Rothalbmond-Bewegung regelt. Es ist damit die direkte Umsetzung des Artikels 53 der ersten Genfer Konvention, die die Vertragsparteien dazu verpflichtet, das Zeichen des Roten Kreuzes zu schützen.
Das Gesetz bestimmt zunächst in Artikel 1, dass das Zeichen des roten Kreuzes auf weissem Grund und die Worte «Rotes Kreuz» und «Genfer Kreuz» nur zur Kennzeichnung von Personal und Material verwendet werden darf, die entsprechend dem Genfer Abkommen von 1949 geschützt sind. Das Gesetz regelt die Ausnahmen abschliessend und gilt sowohl in Friedens- als auch in Kriegszeiten.
Das Zeichen darf – mit Ermächtigung des Bundesrates – entsprechend dem Genfer Abkommen, dazu verwendet werden, in Kriegszeiten Zivilpersonen, Zivilspitäler und Krankentransporte zu bezeichnen. Es dient auch der Kennzeichnung von Sanitätszonen, die ausschliesslich Verwundeten und Kranken vorbehalten sind (entsprechend den Genfer Konventionen ist es verboten, bewaffnete Einheiten in solchermassen bezeichneten Einrichtungen einzuquartieren).
Das durch den Bundesbeschluss betreffend das Schweizerische Rote Kreuz als nationale Rotkreuz-Gesellschaft der Schweiz anerkannte Schweizerische Rote Kreuz ist ermächtigt, das Zeichen und den Namen des Roten Kreuzes zu verwenden, in Kriegszeiten allerdings mit der Einschränkung, dass die Verwendung klar der Gesellschaft zugeordnet werden kann und nicht mit dem Schutz durch das Genfer Abkommen verwechselt werden kann. Uneingeschränkt ist die Benutzung des Roten Kreuzes für die internationalen Rotkreuzorganisationen, insbesondere das Internationale Komitee vom Roten Kreuz. Bewilligungspflichtig ist in Friedenszeiten die Verwendung auf zivilen Ambulanzfahrzeugen – und deshalb inzwischen auch nicht mehr üblich.
Firmennamen, Markenzeichen und Designs, die das Rote Kreuz verwenden, sind nicht gestattet. Ihre Eintragung im Handelsregister ist nicht möglich. Dies gilt – in der Schweiz selbstverständlich, aber durch Absatz 2 des Artikels 53 auch international – auch für das Schweizerkreuz.
Wer vorsätzlich die Vorschriften des Bundesgesetzes missachtet, insbesondere wer das Zeichen des Roten Kreuzes oder die Worte «Rotes Kreuz» oder «Genfer Kreuz» auf Geschäftsschildern, in Anzeigen, Prospekten oder Geschäftspapieren verwendet, entsprechende Verpackungen anfertigt oder solcherlei bezeichnete Waren anbietet, wird bestraft. Die Strafe kann eine Gefängnisstrafe oder eine Busse von bis zu 10'000 Franken sein, in fahrlässigen Fällen bis 1000 Franken. Durch Art. 333 des Schweizerischen Strafgesetzbuches gilt seit dem 1. Januar 2007 damit eine Höchststrafe von 3 Jahren Freiheitsentzug. Waren, die widerrechtlich mit entsprechenden Zeichen versehen sind, werden beschlagnahmt.
Das Gesetz verwendet meistens die Bezeichnung «Rotes Kreuz», definiert aber durch den Artikel 12, der durch den Bundesbeschluss vom 24. März 2006 ergänzt wurde, dass das Gesetz sinngemäss auch anwendbar ist auf das Zeichen des Roten Halbmondes, des Roten Löwen mit Roter Sonne und dem Schutzzeichen des dritten Protokolls, dem Roten Kristall.
In Deutschland sind vergleichbare Bestimmungen in § 125 des Gesetzes über Ordnungswidrigkeiten und im DRK-Gesetz enthalten. In Österreich gilt das Rotkreuzgesetz.